# Biesiekierz
Biesiekierz è un comune rurale polacco del distretto di Koszalin, nel voivodato della Pomerania Occidentale.
Ricopre una superficie di 116,87 km² e nel 2007 contava 5 546 abitanti.